# Bad Wildbad
Bad Wildbad település Németországban, azon belül Baden-Württembergben. Lakosainak száma 10 601 fő (2023. december 31.). Bad Wildbad Simmersfeld, Enzklösterle, Gernsbach, Dobel, Neuenbürg, Höfen an der Enz, Schömberg, Oberreichenbach és Neuweiler községekkel határos.

## Népesség
A település népessége az elmúlt években az alábbi módon változott:
| Lakosok száma | 10 864 | 12 001 | 11 741 | 10 959 | 10 159 | 11 671 | 11 214 | 10 827 | 9565 | 10 601 |
|               | 1961   | 1968   | 1974   | 1981   | 1987   | 1994   | 2000   | 2007   | 2013 | 2023   |